# 웨스팅하우스
웨스팅하우스 일렉트릭 컴퍼니 LLC[Limited Liability Company 유한책임회사](Westinghouse Electric Company LLC)는 미국에 위치한 세계적인 종합 원자력 기업이다. 미쓰비시 전기, HD현대일렉트릭, 현대엘리베이터 설립 초기에 합작투자를 한 바 있었으며, 핵연료 생산과 원자력 발전소의 설계, 운영, 관리에 이르기까지 원자력과 관련된 다방면의 사업에 종사한다.
1896년 설립된 웨스팅하우스는 1997년 사명을 CBS로 바꾸고, 1999년 원자력 사업을 분사시켰다. 현재의 웨스팅하우스는 분사된 기업이다. 웨스팅하우스라는 상표권은 CBS의 후신인 파라마운트 글로벌이 가지고 있다.

## 연혁

### 1999년까지
- 1886년: 조지 웨스팅하우스가 설립.
- 1891년: 콜로라도주 텔루라이드에 미국 최초의 교류 전력망을 설치.
- 1893년: 시카고 만국 박람회에 교류로 전력을 공급하고, 나이아가라 폭포에 수력 발전소를 수주.
- 1896년: 라이벌인 토머스 에디슨과 그의 제너럴 일렉트릭과의 특허 분쟁을 해결하기 위해 공동으로 양사의 특허를 공동 관리하기로 결정.
- 1920년: 라디오 판매를 늘리기 위해 피츠버그의 지사 공장에 최초의 상업 라디오 방송국인 KDKA를 설립. 이후 계속해서 방송망을 넓힘.
- 1930년: 전기냉장고 출시.
- 1941년: 레이더를 미군에 납품하기 시작. 2차 세계대전에 미국이 참전한 후 군수 분야가 급속히 성장.
- 1957년: 최초의 상업용 가압수형 원자로 개발.
- 1959년: 웨스팅하우스와 GE를 포함한 20개 이상의 기업들이 담합 혐의로 유죄를 선고받음.
- 1973년: 전력회사에 우라늄을 20년간 공급하는 계약들이, 우라늄 가격이 폭등하자 회사에 20억 달러 손해를 입힘.
- 1974년: 오랫동안 손해를 보던 가전사업을 매각하고 사업을 다각화함.
- 1991년: 과도한 부동산 투자로 금융 분야에서 16억달러 손해를 봄.[2]
- 1995년: CBS를 54억 달러에 인수함. 방송을 제외한 모든 사업들을 매각, 분사하기 시작함.[3]
- 1997년: 사명을 공식적으로 CBS로 바꿈. 합병과 분사, 재합병을 거처 현 파라마운트 글로벌이 됨.

### 1999년 이후
1999년 원자력 발전소 제작 사업으로 전업한 웨스팅하우스는 영국 원자력 연료 기업에 인수되었다. 그리고 2006년 일본 기업 도시바가 웨스팅하우스를 54억달러에 인수했다.
그러나 웨스팅하우스는 미국에서 원자력 발전소를 짓다가 발생한 63억 달러의 손실을 감당하지 못하고 2017년 3월 29일 파산신청하였다. 2018년 도시바는 웨스팅하우스를 캐나다의 자산운용사 브룩필드 비즈니스 파트너스에게 46억 달러에 재매각하였다.

## 같이 보기
- 한국수력원자력
- 로사톰
- 프랑스 전력공사
- 파라마운트 글로벌